# Aedes aurifer
Aedes aurifer é um espécie de mosquito do género Aedes, pertencente à família Culicidae.